# Акназарово (Хайбуллінський район)
Акназа́рово (рос. Акназарово, башк. Аҡназар) — присілок у складі Хайбуллінського району Башкортостану, Росія. Входить до складу Ак'юловської сільської ради.
Населення — 151 особа (2010; 202 в 2002).
Національний склад:
- башкири — 100%